# Fernanda (film)
Fernanda è un film per la televisione del 2023, diretto da Maurizio Zaccaro che ripercorre la vita di Fernanda Wittgens, prima donna direttrice della Pinacoteca di Brera di Milano e tra le prime donne europee a ricoprire un ruolo così prestigioso, e che è stata riconosciuta come Giusta tra le Nazioni dalla Fondazione Gariwo nel 2014 per aver contribuito a salvare la vita di molti ebrei perseguitati dal regime nazifascista.

## Trama
3 aprile 1909. Fernanda festeggia il suo sesto compleanno dopo aver visitato la Pinacoteca di Brera insieme al padre Adolfo, un professore di lettere, dove ha modo di osservare il Cristo morto e di conoscere Ettore Modigliani.
1924. A distanza di anni, Fernanda torna a visitare la Pinacoteca insieme al fratello Giulio Cesare. In questo periodo la ragazza segue le lezioni dello storico d’arte Paolo D'Ancona, all’epoca professore ordinario dell’Accademia scientifico-letteraria di Milano che lei sta frequentando, laureandosi l’anno seguente dopo la morte del fratello. D’Ancona fa subito il suo nome a Modigliani il quale, rimasto colpito da lei dopo un breve confronto avuto davanti al Cristo morto, decide di assumerla come "operaia avventizia". Con il proprio operato Fernanda stupisce Modigliani, tanto che dopo non molto egli decide di promuoverla a ispettrice.
1935. Modigliani viene trasferito con effetto immediato a L’Aquila per non essersi mai iscritto al Partito Fascista e per aver pestato i piedi a un gerarca, decidendo quindi di affidare la Pinacoteca a Fernanda. Successivamente, con l’entrata in vigore delle leggi razziali, Modigliani viene incontro alla revoca di ogni incarico, al confino e a persecuzioni.
Il 10 giugno 1940, dal balcone di Piazza Venezia, il duce Benito Mussolini annuncia l’entrata in guerra dell’Italia. Fernanda, prima donna in Italia a diventare direttrice di un museo, si preoccupa subito di mettere al sicuro le opere della Pinacoteca da possibili bombardamenti e razzie naziste e, pur se con un organico ridotto al minimo, con mezzi spesso di fortuna e i frequenti bombardamenti su Milano, l’obiettivo viene raggiunto. Fernanda, a differenza dei suoi famigliari, decide comunque di rimanere a Milano e un giorno per strada incrocia il professor D’Ancona che le racconta di essere stato destituito dal suo incarico di docente anni prima per il fatto di essere ebreo. Contando sul suo prestigio personale e sulle proprie amicizie, Fernanda si adopera per aiutare persone ebree (tra cui proprio D’Ancona e la sua famiglia) e perseguitate di ogni tipo ad espatriare in Svizzera grazie al fatto di poter eludere i controlli trasportando i suoi quadri.
All’alba del 14 luglio 1944, a causa della delazione di un giovane ebreo tedesco collaborazionista a cui aveva organizzato l’espatrio, viene arrestata, mentre Giovanni, il ragazzo che lavorava per lei e che la stava aiutando in questa attività segreta, viene ucciso davanti a lei per aver cercato di difenderla. Giudicata nemica del fascismo, viene condannata a 4 anni di prigione. Dalle lettere alla madre e ai nipoti, nonché dai suoi scritti privati, trapela la sua forte e fiera personalità. Inoltre la prigione, per lei che sente di essere nel giusto, è «una tappa di perfezionamento», «una specie di... esame di laurea».
Dopo 7 mesi di detenzione, la famiglia, preoccupata per la sua incolumità, riesce a presentare un falso certificato di tisi e a farla scarcerare, nel febbraio del 1945. La pena termina poi con la Liberazione: esce il 24 aprile 1945. Di nuovo libera, viene nominata pro-direttore e commissario per l’Accademia di Belle Arti di Brera. Da lei prudentemente svuotata, la Pinacoteca era stata distrutta in 26 sale su 34 dai bombardamenti. Concentra i suoi sforzi per convincere le autorità ad assumersi l’impegno per una totale ricostruzione.
Il 12 febbraio 1946 anche Ettore Modigliani viene reintegrato come soprintendente, e lei lo affianca fino alla sua morte quando lo sostituirà alla soprintendenza. L'obiettivo è sempre quello di ricostruire la Pinacoteca, e i lavori termineranno nel 1950. Fernanda Wittgens muore prematuramente all’alba dell’11 luglio 1957. Nel 2014 viene riconosciuta come Giusta tra le Nazioni.

## Distribuzione
Il film è stato trasmesso in prima visione e in prima serata su Rai 1 martedì 31 gennaio 2023, 

## Accoglienza
Il film ha totalizzato 3 231 000 telespettatori pari al 17,1% di share.